# 12317 Медікемпбелл
12317 Медікемпбелл (12317 Madicampbell) — астероїд головного поясу, відкритий 24 квітня 1992 року.
Тіссеранів параметр щодо Юпітера — 3,323.